# FS Андромеды
FS Андромеды (лат. FS Andromedae) — карликовая новая, двойная катаклизмическая переменная звезда типа U Близнецов (UG) в созвездии Андромеды на расстоянии (вычисленном из значения параллакса) приблизительно 4560 световых лет (около 1398 парсеков) от Солнца. Видимая звёздная величина звезды — от менее +17,5m до +14,5m.

## Характеристики
Первый компонент — аккрецирующий белый карлик спектрального класса pec(UG).
Второй компонент — жёлто-белая звезда спектрального класса F. Эффективная температура — около 6823 K.